# Eutoxeres condamini
Az Eutoxeres condamini a madarak osztályának sarlósfecske-alakúak (Apodiformes)  rendjébe és a kolibrifélék (Trochilidae) családjába tartozó faj.

## Rendszerezése
A fajt Jules Bourcier francia zoológus és ornitológus írta le 1851-ben, a Trochilus nembe Trochilus Condamini néven.

## Alfajai
- Eutoxeres condamini condamini (Bourcier, 1851)
- Eutoxeres condamini gracilis von Berlepsch & Stolzmann, 1902[2]

## Előfordulása
Az Andok hegységben, Bolívia, Ecuador, Kolumbia és Peru területén honos. Természetes élőhelyei a szubtrópusi és trópusi síkvidéki és hegyi esőerdők, valamint ültetvények és szántóföldek. Állandó, nem vonuló faj.

## Megjelenése
Testhossza 15 centiméter.

## Természetvédelmi helyzete
Az elterjedési területe nagyon nagy, egyedszáma ugyan csökken, de még nem éri el a kritikus szintet. A Természetvédelmi Világszövetség Vörös listáján nem fenyegetett fajként szerepel.